# Воєнна демократія
Воєнна демократія — одна з провідних форм організації суспільств при становленні класогенезу та політогенезу в добу розкладу первісного ладу. Цей термін введений американським етнографом Льюїсом Морганом (1818—1881 рр.).
Війна як один із засобів отримання суспільного продукту під час воєнної демократії стає постійним промислом. І тоді відбувається процес виокремлення прошарку осіб, для яких війна та грабунок є головною формою їхньої життєдіяльності, які створюють для воєнного ватажка незалежну опору серед одноплемінників. З чого складалася особлива — потестарна структура суспільної організації: народні збори, що включали лише общинників-воїнів, озброєний народ. А військовий лідер (вождь) та рада старійшин відігравали другорядну роль.
Демократичність такої влади полягала в збереженні ефективного впливу народних зборів на раду старійшин і на життя общини.
Це одна з форм становлення інституціалізованої публічної влади в епоху класоутворення, що була розповсюджена у більшості народів світу. Класичними прикладами її є суспільства греків гомерівської доби, давніх кельтів, германців, норманів.
Воєнна демократія не була головною формою влади при переході від потестарної до політичної організації суспільства, більш поширеною була воєнно-ієрархічна.
Проблему шляхів та форм політогенезу давніх суспільств України нині розроблено недостатньо, але є підстави вважати, що для більшості з них, починаючи з ранньої бронзової доби, характерною була саме військова демократія.